# Norra Flatskäret (vid Norrnäs, Närpes)
Norra Flatskäret är en ö i Finland. Den ligger i Bottenhavet och i kommunen Närpes i den ekonomiska regionen  Sydösterbotten i landskapet Österbotten, i den västra delen av landet. Ön ligger omkring 63 kilometer söder om Vasa och omkring 340 kilometer nordväst om Helsingfors.
Öns area är 12,9 hektar och dess största längd är 0,6 kilometer i nord-sydlig riktning. Ön höjer sig omkring 10 meter över havsytan. I omgivningarna runt Norra Flatskäret växer i huvudsak blandskog.